# Lara Davenport

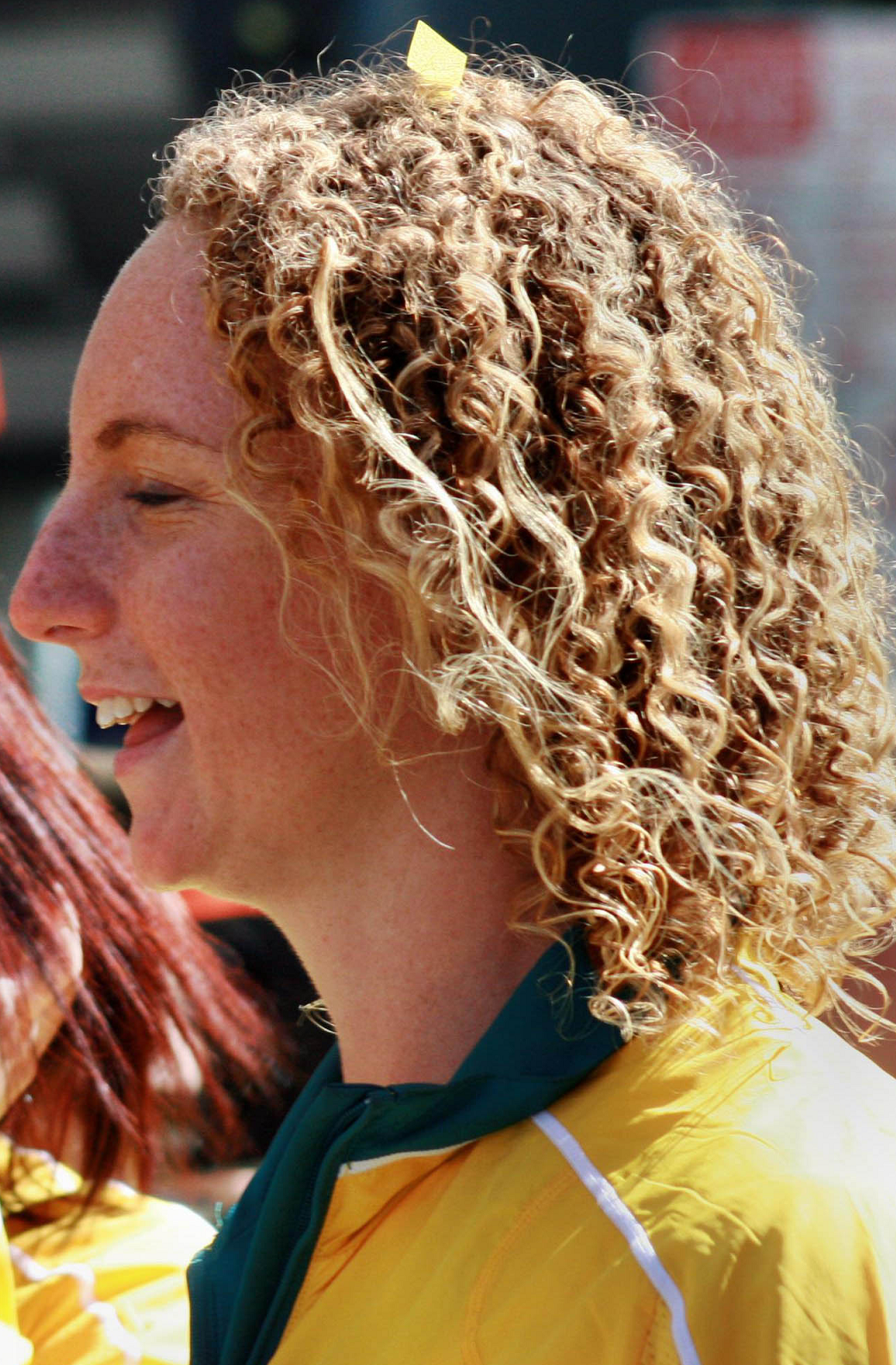
Lara Davenport (2008)

Lara Shiree Davenport (* 22. Dezember 1983 in Sydney, New South Wales) ist eine ehemalige australische Schwimmerin. Sie erschwamm bei Olympischen Spielen eine Goldmedaille sowie bei Weltmeisterschaften eine Silbermedaille auf der 50-Meter-Bahn und je einmal Gold und Silber auf der 25-Meter-Bahn.

## Sportliche Karriere
Die 1,74 Meter große Lara Davenport schwamm für den Kingscliff Swim Club. Sie trat ab 2000 im Weltcup an, konnte sich aber bis 2005 nicht für internationale Meisterschaften qualifizieren.
Bei den Weltmeisterschaften 2005 in Montreal schwamm die 4-mal-200-Meter-Freistilstaffel mit Bronte Barratt, Lara Davenport, Millie Mitchell und Lisbeth Lenton die zweitschnellste Vorlaufzeit. Im Endlauf waren Lenton, Shayne Reese, Barratt und Linda Mackenzie über fünf Sekunden schneller als die Vorlaufstaffel und belegten den zweiten Platz hinter dem Quartett aus den Vereinigten Staaten. Davenport und Mitchell erhielten für ihren Einsatz im Vorlauf ebenfalls eine Silbermedaille.
2006 bei den Kurzbahnweltmeisterschaften in Shanghai wurde Davenport sowohl in der 4-mal-100-Meter-Freistilstaffel als auch in der 4-mal-200-Meter-Freistilstaffel im Vorlauf eingesetzt, aber nicht im Endlauf. Da die Staffeln im Endlauf Silber beziehungsweise Gold gewannen, erhielt auch Davenport zwei Medaillen.
Im Jahr darauf bei den Weltmeisterschaften 2007 in Melbourne legte die 4-mal-200-Meter-Freistilstaffel mit Linda Mackenzie, Stephanie Rice, Lara Davenport und Bronte Barratt die schnellste Vorlaufzeit vor. Im Finale unterboten Rice, Davenport, Jodie Henry und Lisbeth Lenton die Vorlaufzeit um eine Sekunde. Dies reichte aber nur zum vierten Platz hinter den Staffeln aus den Vereinigten Staaten, Deutschland und Frankreich.
Bei den Olympischen Spielen 2008 in Peking erreichten Felicity Galvez, Angie Bainbridge, Melanie Schlanger und Lara Davenport die sechstbeste Vorlaufzeit. Im Finale schwammen Stephanie Rice, Bronte Barratt, Kylie Palmer und Linda Mackenzie fast elf Sekunden schneller und stellten einen neuen Weltrekord auf. Die Australierinnen waren die einzige Mannschaft, die im Finale mit komplett anderer Besetzung als im Finale antrat.